# In The Summers
In The Summers (dt. etwa: „Im Sommer“) ist ein US-amerikanischer Spielfilm von Alessandra Lacorazza aus dem Jahr 2024. Im Mittelpunkt der Handlung stehen zwei Schwestern, die ihren geschiedenen Latino-Vater mehrere Sommer vom Kindesalter bis in ihre Zwanziger besuchen. Die Uraufführung des Familiendramas mit René Pérez Joglar in einer der Hauptrollen erfolgte im Januar 2024 beim 40. Sundance Film Festival. Dort wurde das Werk in den US-amerikanischen Spielfilmwettbewerb eingeladen.

## Handlung
Über mehrere Jahre hinweg besuchen die Schwestern Eva und Violeta ihren lateinamerikanischen Vater Vicente im Sommer in dessen Haus in Las Cruces, New Mexico. Die Eltern haben sich scheiden lassen. Der charmante, aber unruhige Vater möchte eine enge Bindung zu seinen Töchtern aufbauen. Seine Gewohnheiten werfen bald einen Schatten auf das persönliche Miteinander. Er hat mit psychischen Problemen und Drogenabhängigkeit zu kämpfen.

## Hintergrund
In The Summers ist das Spielfilmdebüt der in New York lebenden queeren Kurzfilmregisseurin Alessandra Lacorazza Samudio, die kolumbianischer Abstammung ist. Die Künstlerin schrieb das Drehbuch einige Jahre nach dem Tod ihres eigenen Vaters, als eine Möglichkeit, ihr Leben mit ihm zu verarbeiten. Obwohl die Geschichte „in vielerlei Hinsicht“ Lacorazzas Leben widerspiegle, hätten die Figuren aber ein Eigenleben entwickelt. Auch das Thema Homosexualität würde im Film vorkommen. Wie die Filmfigur wuchs die Regisseurin mit einer Schwester auf.
Die Hauptrolle des Vaters übernahm der puerto-ricanische Rapper und Schauspieler René Pérez Joglar, besser bekannt unter seinem Künstlernamen Residente. Dessen Töchter werden vom Kindes- bis ins Erwachsenenalter von verschiedenen Darstellern porträtiert.
Die Dreharbeiten fanden im Mai und Juni 2023 überwiegend in Las Cruces, New Mexico, statt. Lacorazza hatte die heiße Wüstengegend aufgrund ihrer Natur und der blühenden lateinamerikanischen Gemeinschaft ausgewählt, war aber zuallererst durch Zufall via Google Maps auf die Stadt gestoßen. Aufgrund des heißen Wetters sei der Dreh „lang, kompliziert“ und „schwierig“ gewesen, so die Filmemacherin. Weitere Drehorte waren Mesilla, ein Slot Canyon und der White-Sands-Nationalpark.
Hinter der Produktion stehen die Filmstudios Exile Content Studio gemeinsam mit Lexicon Development, 1868 Studios und LUZ Films.

## Veröffentlichung und Rezeption
In The Summers wurde am 22. Januar 2024 im Rahmen des Sundance Film Festivals uraufgeführt, wo der Film eine Einladung in den Hauptwettbewerb erhielt. Im Online-Katalog priesen die Veranstalter die Schauspielleistung von René Pérez Joglar als unbeständiger Vater sowie das Talent von Sasha Calle und Lío Mehiel als Schwestern.

## Auszeichnungen
In The Summers erhielt beim Sundance Film Festival 2024 den Großen Preis der Jury für den besten amerikanischen Spielfilm.